# Йохана ван Гог
Йохана ван Гог (4 октомври 1862 г. в Амстердам – 2 септември 1925 г. в Ларен) е холандска колекционерка на изкуство и снаха на Винсент ван Гог.

## Живот
Йохана се ражда на 4 октомври 1862 година в Амстердам в семейството на застрахователен брокер. Учи английски език и няколко месеца работи в библиотеката на Британски музей в Лондон. На 22-годишна възраст става учителка по английски в момичешкия интернат в Елбург, по-късно преподава в Утрехт. Покрай познанствата на брат си с артистични среди от Париж се запознава с Теодорус ван Гог (Тео). Двамата сключват брак през 1889 г.
В началото на 1891 г., малко след смъртта на Тео, заедно със своя син Винсент Вилем и голямата колекция от картини, включващи произведения на Адолф Мотичели, Пол Гоген, но преди всичко на Винсент ван Гонг, Йохана се завръща в Холандия. Получава съвети да се раздели с произведенията на неизвестните художници, в които тя не се вслушва. Издържа се с преводи от френски и немски на холандски език. През 1894 г. става член на холандската социалдемократическа партия. През 1901 г. се омъжва за втори път за художника Йоан Коен Госшалк (1873 – 1912).
Стремейки се да популяризира изкуството на Винсент ван Гог, Йохана организира редица изложби, които сама финансира. През 1905 г. успява да реализира мащабна изложба с над 457 негови произведения в Амстердам. Приблизително 2000 посетители виждат картините.
Значението на Йохана Бонгър за популяризирането на изкуството на Винсънт ван Гог се вижда първо във факта, че тя успява да съхрани цялото му дело. Тя поддържа контакти с търговци на изкуство, но въпреки това по финансови причини не им продава картини. Така тя успява постепенно да увеличи цените и контролира продажбите. Йохана ван Гог умишлено не продава някои от най-добрите му произведения, а само ги показа в изложби. Притежаваната от нея колекция по-късно ще бъде основата на Амстердамския музей на Ван Гог.
Йохана Бонгър също така събира, организира и редактира кореспонденцията между Тео и Винсент ван Гог, а също така допринася за английското издание. Бруно Касирер публикува първата селекция през 1906 г. Публикуването на писмата служи значително за разпознваемостта на Ван Гог. Биографичното въведение на Йохана оформя възприемането на Винсент ван Гог като гений, който не е бил разпознат, докато е бил жив. По-късно изданието с писмата между братята е критикувано, защото предоставя само подбор от цялата кореспонденция.